# Nisοi Gaudοs kai Gavdοpoula
Nisοi Gaudοs kai Gavdοpoula este o arie protejată (arie specială de conservare — SAC, sit de importanță comunitară — SCI) din Grecia întinsă pe o suprafață de 6.290,57 ha, integral pe uscat.

## Localizare
Centrul sitului Nisοi Gaudοs kai Gavdοpoula este situat la coordonatele 34°50′39″N 24°05′06″E / 34.844209°N 24.085119°E.

## Înființare
Situl Nisοi Gaudοs kai Gavdοpoula a fost declarat sit de importanță comunitară în august 1996 pentru a proteja 1 specie de plante și 3 specii de animale. Situl a fost protejat și ca arie specială de conservare în martie 2011.

## Biodiversitate
Situată în ecoregiunile marină mediteraneană și mediteraneană, aria protejată conține 16 habitate naturale: Straturi cu Posidonia (Posidonion oceanicae), Recifuri, Faleze cu vegetație de Limonium spp. endemic de pe coastele mediteraneene, Salicornia și alte specii anuale care populează regiunile mlăștinoase și nisipoase, Tufărișuri halo-nitrofile (Pegano-Salsoletea), Dune mobile cu vegetație embrionară, Dune de coastă cu Juniperus spp., Iazuri temporare mediteraneene, Râuri mediteraneene cu debit intermitent, cu specii de Paspalo-Agrostidion, Matorral arborescenți cu Juniperus spp., Tufărișuri termo-mediteraneene și de pre-deșert, Sarcopoterium spinosum phryganas, Pseudostepă cu ierburi și specii anuale de Thero-Brachypodietea, Peșteri marine scufundate complet sau parțial, Galerii și tufărișuri riverane sudice (Nerio-Tamaricetea și Securinegion tinctoriae), Păduri de pin mediteraneene cu pini mezogeni endemici.
La baza desemnării sitului se află mai multe specii protejate:
- plante (1): Crepis pusilla
- mamifere (1): delfin mare (Tursiops truncatus)
- nevertebrate (1): Bolbelasmus unicornis
- reptile (1): Mauremys rivulata

Pe lângă speciile protejate, pe teritoriul sitului au mai fost identificate 11 specii de plante, 3 specii de reptile.